# Phelsuma seippi
Phelsuma seippi Meier, 1987 è un piccolo sauro della famiglia Gekkonidae, endemico del Madagascar.

## Biologia
È una specie arboricola che vive tipicamente sulle piante di bambù ma è abbondante anche tra le foglie della cosiddetta "palma del viaggiatore" (Ravenala madagascariensis).

## Distribuzione e habitat
Questa specie ha un areale ristretto al Madagascar nord-occidentale ove è presente, con popolazioni frammentate in varie località della regione di Sambirano, incluse Manongarivo, la penisola di Ampasindava, e le isole di Nosy Be (Lokobe) e Nosy Komba.
Il suo habitat tipico sono le foreste di bambù ma lo si trova anche in aree di foresta degradata e in prossimità dei villaggi.

## Conservazione
La IUCN Red List classifica P. seippi come specie in pericolo di estinzione (Endangered).
La specie è inserita nella Appendice II della Convention on International Trade of Endangered Species (CITES).
Parte del suo areale ricade all'interno della Riserva naturale integrale di Lokobe e della Riserva speciale di Manongarivo.